# Classici latini conservati (30 a.C. - 192 d.C.)
Questa è una lista di classici latini conservati dalla fine della Repubblica agli Antonini (30 a.C. - 192 d.C.), ossia antiche opere letterarie in lingua latina giunte fino a noi, per diverse vie.
Comprende sia opere integre sia opere incomplete o lacunose, di cui però si conservi un numero rilevante di parti. Le opere sono ripartite in sezioni secondo un ordine cronologico; all'interno delle singole sezioni sono elencate in ordine alfabetico.

## Età augustea (31 a.C. - 14 d.C.)
L'età di Augusto rappresentò un momento di svolta nella storia di Roma e il definitivo passaggio dal periodo repubblicano al principato. La rivoluzione dal vecchio al nuovo sistema politico contrassegnò anche la sfera economica, militare, amministrativa, giuridica e culturale.
Augusto fu abile nell'apparire come il conservatore, il restauratore della res publica tradizionale, il pacificatore dell'impero, a cui distribuiva benessere economico e ricchezza. Si presentò anche come il difensore di Roma e dell'Italia, contro la minaccia orientale di Antonio e Cleopatra; si proclamò difensore dell'antica religione romana, contro i culti orientali, rinnovando gli antichi culti, festività e templi dedicati alle divinità romane; ripristinò le antiche regole morali, favorendo leggi contro l'adulterio (lex Iulia de adulteriis coercendis del 18-16 a.C.) ed il celibato (lex Iulia de maritandis ordinibus del 18 a.C. e la lex Papia Poppaea del 9 d.C.).
(Ettore Paratore, Storia della letteratura latina, 1965)
Allo sforzo politico di Augusto si affiancò l'elaborazione in tutti i campi di una nuova cultura, di impronta classicistica, che fondesse gli elementi tradizionali in nuove forme consone ai tempi. In campo letterario si ebbe inizialmente una fase di grande fioritura, dove poeti e letterati contribuirono nell'essere i portavoce del programma civico e politico del princeps; successivamente subentrò una fase dove le energie spirituali andarono spegnendosi e dove prevalse una letteratura accademica, intesa come mero esercizio retorico, priva di quei contenuti morali e civili necessari.
Augusto si avvalse dell'aiuto dei letterati dell'epoca per rielaborare il mito delle origini di Roma, andando a prefigurare una nuova età dell'oro che trovò come principali interpreti autori come Virgilio, Orazio, Livio, Ovidio, Properzio e Vario Rufo, facenti parte del cosiddetto "circolo letterario di Mecenate". Orazio difese la sua autonomia intellettuale, dalle insinuazioni malevole di coloro che lo ritenevano un cortigiano di Ottaviano, preoccupato, come gli altri poeti del "circolo", solo di fare carriera:
(Orazio, Le Satire, I, 9, 48-52.)
L'età di Augusto è considerata uno fra i più importanti e fiorenti periodi della storia della letteratura mondiale per numero di ingegni letterari, dove i principi programmatici e politici di Augusto erano appoggiati dalle stesse aspirazioni degli uomini di cultura del tempo. Del resto la politica a favore del primato dell'Italia sulle province, la rivalutazione delle antiche tradizioni, accanto a temi come la santità della famiglia, dei costumi, il ritorno alla terra e la missione pacificatrice e aggregante di Roma nei confronti degli altri popoli conquistati, furono temi cari anche ai letterati di quell'epoca.
I tempi erano ormai maturi perché la letteratura latina sfidasse quella greca, che allora veniva considerata insuperabile. Nella generazione successiva, sotto il principato di Augusto, fiorirono i maggiori poeti di Roma: Orazio, che primeggiò nella satira e nella lirica, emulava i lirici come Pindaro e Alceo, Virgilio, che si distinse nel genere bucolico, nella poesia didascalica e nell'epica, rivaleggiava con Teocrito, Esiodo e addirittura Omero; e poi ancora Ovidio, maestro del metro elegiaco, e Tito Livio nella storiografia.
| Autore            | Anno pubblicazione                               | Volumi/Volumi pervenuti                      | genere                                | Titolo                              | Contenuto | Testo in latino                               | Traduzioni                                                                                      |
| ----------------- | ------------------------------------------------ | -------------------------------------------- | ------------------------------------- | ----------------------------------- | --- | --------------------------------------------- | ----------------------------------------------------------------------------------------------- |
| anonimo           | 31-30 a.C.                                       | 1 componimento                               | Panegirico                            | Panegyricus Messallae               | Componimento in esametri; il panegirista, ignoto, tesse lodi sperticate di Messalla Corvino come condottiero e come oratore. |                                               |                                                                                                 |
| Sulpicia          | 30 a.C. circa                                    | 11 componimenti di "piccole elegie"          | Poesie                                | Epigrammi                           | Sulpicia, una nipote di Messalla, unica poetessa nota della letteratura latina, donna colta e di nobilissima famiglia, compose 6 brevi componimenti in forma di messaggi amorosi rivolti a Cerinto, mostrando una certa immaturità stilistica, ma una grande forza di sentimenti. I restanti 5 componimenti di autore ignoto, forse lo stesso Tibullo, rielaborano i temi della storia d'amore di Sulpicia con una tecnica compositiva degna di un autore più esperto. | Testo latino originale in "The latin library" |                                                                                                 |
| Orazio            | 30 a.C. (iniziati a scrivere dal 42/41 a.C.)     | 17 componimenti poetici                      | Poesia                                | Epodi                               | Gli epodi sono composizioni giovanili. Orazio allude ad Archìloco e ad Ipponatte come ai propri modelli. Aspetto essenziale è il metro. Orazio fu il primo a Roma ad impiegare l'epodo, un sistema metrico in cui ad un primo verso più lungo se ne aggiunge uno più breve. I contenuti sono vari: si ha una poesia d'apertura in forma di "propemptikòn" (carme di accompagnamento) in cui Orazio dichiara di voler sposare la causa augustea e di voler quindi seguire Ottaviano; poi si alternano poesie erotiche, politiche, scherzi autobiografici. Alla varietà dei temi corrisponde la varietà dei toni (secondo l'esempio del poeta ellenistico Callimaco). | Testo latino originale in Wikisource          |                                                                                                 |
| Virgilio          | 29 a.C. circa (scritta tra il 36 e il 29 a.C.)   | 4 libri                                      | Poema didascalico                     | Georgiche                           | Tratta del lavoro nei campi, sull'arboricoltura, sull'allevamento e apicoltura come metafora di un’ideale società umana. Ciascun libro presenta una digressione: il primo le guerre civili, il secondo la lode della vita agreste, il terzo la peste degli animali nel Norico, il quarto libro si conclude con la storia di Aristeo e delle sue api (questa digressione contiene la famosa favola di Orfeo e Euridice). L'opera fu dedicata a Mecenate. Si tratta sicuramente di uno dei più grandi capolavori della letteratura latina e l'espressione più alta dell'autentica e vera poesia virgiliana. I modelli qui seguiti sono Esiodo e Varrone. | Testo latino originale in Wikisource          | Traduzione italiana in Wikisource                                                               |
| Properzio         | 28-16 a.C.?                                      | 4 libri                                      | Raccolta di 92 poesie elegiache       | Elegie                              | Il primo libro è dedicato alla donna amata, Cynthia, secondo la tradizione dei poeti alessandrini. Vi si canta prevalentemente l'amore impossibile per Cinzia con l'aiuto di un ricco repertorio di figure mitologiche. Anche nel secondo libro prevale sugli altri temi l'amore per Cinzia. Nel terzo libro, invece, alle poesie d'amore si affiancano dichiarazioni di poetica e poesie d'argomento politico e civile. Nel quarto libro, i temi civili e la propaganda augustea diventano preponderanti. | Testo latino originale in Wikisource          |                                                                                                 |
| Livio             | 27 a.C. - 14 d.C.                                | 35 libri su 142: dal I al X e dal XXI al XLV | Trattato storico                      | Ab Urbe condita libri               | Storia di Roma dalle origini alla fine del I secolo a.C. | Testo latino originale in Wikisource          | Traduzione italiana da "Progetto Ovidio"; Testo latino originale in Wikisource di Canon Roberts |
| Augusto           | 27 a.C. - 14 d.C.                                | 35 capitoli                                  | Resoconto autobiografico              | Res gestae divi Augusti             | Secondo le volontà dello stesso Augusto, espresse nel rotolo contenente le sue imprese e da lui affidato alle Vestali assieme al testamento, alle disposizioni per il suo funerale e ad un bilancio dello stato redatto un anno prima di morire, il testo delle Res Gestae doveva essere inciso su tavole di bronzo da porre davanti alla sua tomba, il Mausoleo. | Testo latino originale in Wikisource          | Traduzione inglese in Wikisource                                                                |
| Tibullo           | 26-25 a.C.?                                      | 2 libri                                      | Raccolta di poesie elegiache          | Elegie                              | A Tibullo sono attribuiti due libri di elegie, per un totale di 1.238 versi (619 distici elegiaci), i cui temi principali sono l'amore per Delia (pseudonimo di Plania, come sappiamo da Apuleio Apologia 10) e per Marato, il rifiuto della guerra e della violenza. | Testo latino originale in Wikisource          |                                                                                                 |
| Orazio            | 23-13 a.C. (iniziati a scrivere dal 30 a.C.)     | 103 poesie in 4 libri                        | Poesia                                | Carmina                             | Il modello dell'opera è la grande poesia greca di età arcaica, soprattutto Alceo, Anacreonte, Saffo, Pindaro e i poeti dell'isola di Lesbo, con la ripresa di diversi tipi di componimento e di metri vari. | Testo latino originale in Wikisource          | Traduzione italiana in Wikisource                                                               |
| Virgilio          | dopo il 19 a.C. (scritta tra il 29 e il 19 a.C.) | 12 libri                                     | Poema epico                           | Eneide                              | Opera monumentale, considerata dai contemporanei alla stregua di un'Iliade latina. Fu il libro ufficiale sacro all'ideologia del regime di Augusto sancendo l'origine e la natura divina del potere imperiale. Naturalmente il modello fu Omero. Essa narra la storia di Enea, esule da Troia e fondatore della divina gens Iulia. Egli infatti viaggiò per il Mediterraneo fino ad approdare nel Lazio, diventando il progenitore del popolo romano. Il poema rimase privo di revisione, e nonostante Virgilio prima di partire per l'Oriente ne avesse chiesto la distruzione e ne avesse vietato la diffusione in caso di sua morte, esso fu pubblicato per volere dell'imperatore. | Testo latino originale in Wikisource          | Traduzione italiana in Wikisource                                                               |
| Orazio            | 17 a.C.                                          | 19 strofe saffiche                           | Poesia                                | Carmen saeculare                    | Fu cantato il 3 giugno del 17 a.C. sul Palatino e sul Campidoglio da un coro di fanciulli e fanciulle durante i Ludi saeculares, voluti dall'imperatore Augusto per celebrare la venuta dell'età dell'oro. Lo stile del carme è solenne e possiede un carattere rituale e religioso. | Testo latino originale in Wikisource          | Traduzione italiana in Wikisource                                                               |
| Vitruvio          | 15 a.C. (scritto negli anni 29-23 a.C.)          | 10 libri                                     | Trattato di architettura e ingegneria | De architectura                     | È l'unico testo sull'architettura giunto integro dall'antichità e divenne il fondamento teorico dell'architettura occidentale, dal Rinascimento fino alla fine del XIX secolo. L'opera costituisce inoltre una delle fonti principali della moderna conoscenza sui metodi costruttivi degli antichi romani, come pure della progettazione di strutture, sia grandi (acquedotti, edifici, bagni, porti) che piccole (macchine, strumenti di misurazione, utensili). | Testo latino originale in Wikisource          | Traduzione italiana in "Splash latino"; traduzione inglese in Lacus Curtius.                    |
| Orazio            | 15/13 a.C. (scritte a partire dal 20 a.C.)       | 1 lettera                                    | Corrispondenza epistolare             | Ars poetica (o Epistula ad Pisones) | Si tratta di una corrispondenza epistolare che spesso si fa rientrare nel secondo libro delle Epistole, anche se di per sé non ne fa parte. Rappresenta un vero trattato sulla poesia, paragonabile, guardando nel passato, solo alla Poetica di Aristotele, e nel quale Orazio disegna una sintesi teorica della natura, degli scopi e degli strumenti della poesia. | Testo latino originale in Wikisource          |                                                                                                 |
| Ovidio            | 14 a.C. (scritte a partire dal 23 a.C.)          | 3 libri di 49 poesie                         | Poesia                                | Amores                              | Narrano la storia d'amore per una donna chiamata Corinna (personaggio letterario), secondo lo stile e le convenzioni dell'elegia amorosa: il poeta è asservito alla domina, soffre per le sue infedeltà, è geloso degli altri ammiratori e contrappone la vita militare alla vita amorosa. Ma Ovidio non soffre drammaticamente come Catullo e mantiene sempre un certo distacco intellettuale: vede l'amore come un gioco e questa concezione amorosa si traduce e si esplica in un ribaltamento degli atteggiamenti e dei temi tradizionali (Ovidio giunge ad amare anche due donne contemporaneamente, chiede all'amata non di essergli fedele ma di nascondergli i tradimenti affinché lui possa fingere di non sapere). | Testo latino originale in Wikisource          | Traduzione inglese in Wikisource                                                                |
| Orazio            | 13 a.C. (scritte a partire dal 20 a.C.)          | 2 libri                                      | Corrispondenza epistolare             | Epistulae                           | La poesia delle epistole è più intima, incline alla meditazione pacata e definitivamente depurata dall'invettiva satirica. | Testo latino originale in Wikisource          |                                                                                                 |
| Ovidio            | 5 a.C. (scritte a partire dal 25 a.C.)           | 21 epistulae                                 | Epistole                              | Heroides                            | 21 lettere che Ovidio immagina scritte da donne famose ai loro amanti. Si tratta di una tipologia completamente nuova per la letteratura latina: il filone erotico-mitologico viene per la prima volta svolto in forma epistolare (alcuni studiosi hanno trovato per questo analogie con le suasoriae, discorsi fittizi rivolti a personaggi mitici o storici per persuaderli o dissuaderli in determinate circostanze). Vi sono numerosi parallelismi con l'epica e con la tragedia (in particolare i monologhi delle eroine euripidee) e non mancano addirittura rivisitazioni e riscritture di alcuni miti (come nel caso della lettera di Fedra a Ippolito, nella quale la matrigna veste i panni di una scaltra seduttrice piuttosto che quelli di una donna disperata). | Testo latino originale in Wikisource          | Traduzione francese in Wikisource                                                               |
| Ovidio            | 1 a.C. -1 d.C.                                   | 3 libri                                      | Poema didascalico                     | Ars amatoria                        | Secondo Concetto Marchesi, si tratta del "capolavoro della poesia erotica latina" in cui Ovidio si fa praeceptor amoris, un ruolo comunque svolto da quasi tutti i poeti elegiaci ma che, grazie a una sapiente mescolanza di generi (elegia, epica didascalica, precettistica tecnica), riesce ad acquisire un'importanza maggiore. I primi due libri sono dedicati agli uomini e trattano, rispettivamente, la conquista della donna e le tecniche di seduzione, e come far durare l'amore. Il III libro si propone di dare preziosi consigli alle donne. Il modello più frequente è quello "predatorio della caccia". L'oggetto della caccia non è più l'amore, ma il sesso. E infatti Ovidio consiglia di non innamorarsi, ma di saper vivere l'amore come un gioco. | Testo latino originale in Wikisource          | Traduzione inglese in Wikisource                                                                |
| Ovidio            | 1-2 d.C.                                         | Poema didascalico                            | Poesia                                | Remedia amoris                      | 814 distici elegiaci per resistere all'amore o liberarsene. | Testo latino originale in Wikisource          |                                                                                                 |
| Ovidio            | 8 d.C. (scritte a partire dall'1 a.C.)           | Elegia                                       | Poesia                                | Medicamina faciei femineae          | Operetta sui cosmetici delle donne. Di quest'opera ci sono pervenuti solo 100 versi: i primi 50 costituiscono il proemio, i successivi 50 propongono 5 ricette di creme da applicare sul viso. | Testo latino originale in Wikisource          | Traduzione francese in Wikisource                                                               |
| Ovidio            | 8 d.C. (scritte a partire dal 2 a.C.)            | 15 libri                                     | Poema epico                           | Le metamorfosi                      | Il capolavoro di Ovidio, ultimato poco prima dell'esilio, contiene più di 250 miti di trasformazioni, dal Caos all'apoteosi di Cesare e Augusto. L'opera si chiude con una preghiera agli dei, affinché questi preservino a lungo Augusto. Scritto in esametri (per circa 12 000 versi), vi si trova tutta la storia mitica del mondo, ma riorganizzata da Ovidio in una serie di racconti continuati. Il criterio generale di compilazione segue l'ordine cronologico. Si tratta di un racconto articolato, talvolta al limite dell'artificio, che mostra l'abilità stupefacente del poeta di legare tra di loro storie che apparentemente non hanno un filo logico comune. L'unico principio unificatore è la metamorfosi. Tra gli strumenti adottati dal poeta vi è il racconto nel racconto, grazie al quale il poeta trasforma i personaggi "narrati" in personaggi "narranti" che raccontano vicende proprie o altrui. L'opera lo rese famosissimo tra i contemporanei. | Testo latino originale in Wikisource          | Traduzione italiana in Wikisource                                                               |
| Ovidio            | 9 d.C. in poi                                    | 6 libri                                      | Saggio                                | Fasti                               | Nelle intenzioni dell'autore avrebbe dovuto essere di 12 libri, uno per ogni mese dell'anno, ma Ovidio ne scrisse solo 6 (da gennaio a giugno) a causa dell'esilio. Egli intendeva illustrare (secondo un procedimento simile a quello utilizzato negli Aitia di Callimaco) le feste religiose e le ricorrenze varie del calendario romano introdotto da Cesare. Si tratta di un'opera di carattere eziologico ed erudito, ispirata al gusto alessandrino; Ovidio narra aneddoti, favole, episodi della storia di Roma, impartisce nozioni di astronomia, spiega usanze e tradizioni popolari. Ma l'intento celebrativo rimane esteriore, non essendo sorretto né da un interesse storico-religioso, né dal senso patriottico della grandezza di Roma. | Testo latino originale in Wikisource          |                                                                                                 |
| Ovidio            | 9-12 d.C.?                                       | 5 libri di 50 distici elegiaci               | Raccolta di poesie                    | Tristia                             | Ovidio riprende qui un tratto tipico della poesia elegiaca, il lamento. Ne derivano un centinaio di componimenti, raggruppati in questi 5 libri. Le elegie dei Tristia sono senza destinatario. | Testo latino originale in Wikisource          |                                                                                                 |
| Ovidio            | 9-18 d.C.?                                       | Un poema di 322 distici elegiaci             | Poesia                                | Ibis                                | Ovidio scrive un carme imprecatorio contro un anonimo avversario di Ovidio, prima suo amico e poi calunniatore. | Testo latino originale in Wikisource          |                                                                                                 |
| Ovidio            | 12-18 d.C.?                                      | 4 libri di lettere poetiche                  | Raccolta di poesie epistolari         | Epistulae ex Ponto                  | Ovidio pubblica 46 composizioni epistolari in distici elegiaci che riguardano il suo esilio a Tomi (l'odierna Costanza). I primi tre libri furono pubblicati nel 12 d.C., mentre il quarto, che comprende epistole databili tra la fine del 14 e l'estate del 16 d.C., fu pubblicato postumo. | Testo latino originale in Wikisource          | Traduzione francese in Wikisource                                                               |
| incerto (Ovidio?) | 9 a.C. circa                                     | 474 versi in distici elegiaci                | Consolatio poetica                    | Consolatio ad Liviam                | Poema in forma di consolatio a Livia Drusilla per la morte di suo figlio Druso maggiore (9 a.C.); tanto la datazione quanto l'autore sono dubbi. | Testo latino originale da "poesia latina"     |                                                                                                 |
| incerto (Ovidio?) | 9-14 d.C.                                        | 135 esametri                                 | Poema didascalico                     | Halieutica                          | Poemetto sulla pesca nel Ponto. | Testo latino originale in Wikisource          | Traduzione francese in Wikisource                                                               |
| incerto (Ovidio?) | 9-14 d.C.                                        | 182 versi in distici elegiaci                | Elegia                                | Nux                                 | Monologo elegiaco in cui un albero di noce si lamenta del trattamento riservatogli dai passanti. | Testo latino originale da "poesia latina"     |                                                                                                 |
| Igino             | Incerta datazione                                | 4 libri                                      | Trattato di astronomia                | Astronomica                         | Si tratta di un'opera incompleta che trattava, dalle nozioni generali riguardanti la Terra e lo zodiaco, ai miti riguardanti il cielo e le costellazioni (in parte basato sui Catasterismi di Eratostene), alla posizione e composizione delle costellazioni, fino alle nozioni riguardanti il moto e il percorso degli astri. | Testo originale in Wikisource                 | Traduzione inglese in "THEOI"                                                                   |
| Igino             | Incerta datazione                                | Tre parti                                    | Favole                                | Fabulae                             | Le tre parti comprendono: le genealogie (estratti di una terza opera di Igino riguardanti genealogie di dèi ed eroi), fabulae (i miti veri e propri) e gli indici (compilazioni di materie varie). | Testo originale in Wikisource                 | Traduzione inglese in "THEOI"                                                                   |
| Vari              | Incerta datazione                                | 33 carmi                                     | Poesia                                | Appendix Vergiliana                 | Silloge di componimenti poetici composti tra la fine del I secolo a.C. e l'inizio del I secolo, messa insieme probabilmente in età tarda e presentata come la produzione giovanile di Virgilio. In realtà i carmi si devono probabilmente a più autori, e anche i temi sono tra i più disparati. | Testo latino originale in Wikisource          |                                                                                                 |

## Giulio-Claudi dopo Augusto (14 - 68)
Negli ultimi anni del principato di Augusto, la libertà iniziale divenne sempre meno evidente e cominciarono ad esserci delle vere e proprie limitazioni al pensiero di molti autori. Un esempio su tutti fu l'esilio di Publio Ovidio Nasone.
Ad Augusto successero altri quattro principi della cosiddetta dinastia giulio-claudia, che dopo di lui governarono l'impero dal 14 d.C. al 68 d.C., quando l'ultimo della linea, Nerone, si suicidò, si dice, aiutato da un liberto. Tale dinastia venne così chiamata dal nomen (il nome di famiglia) dei primi due imperatori: Gaio Giulio Cesare Ottaviano (l'imperatore Augusto), adottato da Cesare e dunque membro della famiglia Giulia (gens Giulia) e Tiberio Claudio Nerone (l'imperatore Tiberio figlio di primo letto di Livia, moglie di Augusto), appartenente per nascita alla famiglia Claudia (gens Claudia). Gli imperatori della dinastia furono: Augusto (27 a.C. – 14), Tiberio (14 – 37), Caligola (37 – 41), Claudio (41 – 54) e Nerone (54 – 68).
In questo periodo i rapporti tra letterati e imperatori non sempre furono ottimi. Basti pensare alla vita del filosofo stoico Seneca che non ebbe mai buoni rapporti con gli Imperatori (Caligola lo voleva uccidere, Claudio lo esiliò (e Seneca si vendicò prendendosi gioco di lui nella satira Apokolokyntosis) e Nerone (che era stato pure suo allievo) lo condannò a morte per aver congiurato contro di lui) oppure all'età di Domiziano.
| Autore             | Anno pubblicazione                  | Volumi/Volumi pervenuti                                        | genere                                   | Titolo                                              | Contenuto | Testo in latino                               | Traduzioni                                                               |
| ------------------ | ----------------------------------- | -------------------------------------------------------------- | ---------------------------------------- | --------------------------------------------------- | --- | --------------------------------------------- | ------------------------------------------------------------------------ |
| Manilio            | 30 d.C.                             | 5 libri                                                        | Poema didascalico                        | Astronomica                                         | L'opera, che trattava di astronomia e astrologia, ha come modello strutturale il De rerum natura di Lucrezio, anche se risulta impregnato di filosofia stoica. | Testo originale in "The latin library"        |                                                                          |
| Velleio Patercolo  | 30 d.C.                             | 2 libri                                                        | Trattato storiografico                   | Historiae Romanae ad M. Vinicium consulem libri duo | L'autore si ripropone di scrivere un compendio di storia universale distribuita in due libri: il primo libro, per buona parte lacunoso, è costituito da 18 capitoli, il secondo da 131. Gran parte dell'opera si concentra sugli eventi più vicini all'epoca della stesura (principato di Tiberio). | Testo latino originale in Wikisource          | Traduzione inglese in Wikisource                                         |
| Seneca il Vecchio  | 30-38 d.C. circa                    | 10 + 1 libri                                                   | Trattato di retorica                     | Controversiae e Suasoriae                           | Lezioni di eloquenza e di retorica, che forniscono un quadro preciso della formazione culturale di uno studente del tempo. | Testo latino originale in "The latin library" |                                                                          |
| Fedro              | 30-50 d.C.                          | 5 libri                                                        | Favole                                   | Fabulae                                             | L'autore nel prologo dichiara di essersi ispirato per la composizione dell'opera alle storie del greco Esopo, vissuto circa seicento anni prima di lui; ossia vuole che le sue favole siano educative e aperte a tutti, tanto da usare come protagonisti degli animali, proprio come ha fatto Esopo. Nelle favole figurano i caratteri etici del bene nei panni di agnelli, cani, uccelli e topi; del male e il vizio negli aspetti di gatti, lupi, leoni e rospi; basti pensare alla favola Il lupo e l'agnello, Il lupo e il cane o Il corvo e la volpe, riadattata da quella di Esopo. Infine Fedro conclude ogni storia con una morale, che serva da esempio per chi sbaglia nella favola e nella vita reale. | Testo latino originale in Wikisource          | Traduzione italiana in Wikisource                                        |
| Valerio Massimo    | 31 d.C.                             | 9 libri                                                        | Manuale retorico-morale                  | Factorum et dictorum memorabilium libri IX          | È un repertorio di exempla positivi e negativi descritti attraverso il comportamento di personaggi noti racchiusi in 95 rubriche. L'opera presenta due sezioni: nella prima appare l'esemplificazione romana, nell'altra quella relativa ai popoli stranieri. | Testo originale in Wikisource                 |                                                                          |
| Celso              | 37 d.C.?                            | XXVII libri (?) (a noi giunti solo gli VIII libri De medicina) | Trattato scientifico                     | De artibus                                          | Era un insieme di trattati riguardanti agricoltura, zooiatria, giurisprudenza, arte militare, filosofia, storia e medicina. A noi è giunta solo quest'ultima parte (De medicina). | Testo latino originale in Lacus Curtius       | Traduzione inglese in Lacus Curtius                                      |
| Seneca             | 39-64 d.C. circa                    | 12 libri (3 di consolationes, vedi oltre)                      | Dialoghi filosofici                      | Dialogorum libri XII                                | Si tratta di una serie di dialoghi filosofici i cui temi sono: Ad Lucilium de providentia (64 d.C.), Ad Serenum de constantia sapientis, Ad Novatum De ira (in tre libri, databile attorno al 39-40 d.C.), Ad Gallionem de vita beata (58 a.C.), Ad Serenum de otio (62 d.C.), Ad Serenum de tranquillitate animi (50 d.C.) e Ad Paulinum de brevitate vitae (49 a.C.); oltre alle tre consolationes. | Testo latino originale in Wikisource          | Traduzione inglese in Wikisource                                         |
| Seneca             | 40 d.C. circa                       | 26 capitoli                                                    | Epistolae                                | Consolatio ad Marciam                               | L'opera vuole muovere una riflessione sul tema del suicidio e più in generale della morte. Consolando Marcia per la scomparsa del figlio, Seneca celebra indirettamente l'opera dello storico Cremuzio Cordo in cui venivano esaltati Bruto e Cassio, gli uccisori di Cesare. | Testo latino originale in Wikisource          | Traduzione inglese in Wikisource                                         |
| Seneca             | 41-49 d.C. circa                    | 20 capitoli                                                    | Epistolae                                | Ad Helviam matrem de consolatione                   | In questa consolatio Seneca consola la propria madre Elvia per la sua assenza, durante l'esilio in Corsica. Venne richiamato per educare il giovane Nerone nel 49. | Testo latino originale in Wikisource          | Traduzione inglese in Wikisource                                         |
| Claudio imperatore | 48 d.C.                             | Orazione                                                       | Discorso pronunciato davanti al Senato   | Oratio Claudii                                      | Famoso discorso al Senato dell'imperatore etruscologo Claudio (riportato nelle tavole di bronzo di Lione), secondo il quale la figura di Servio Tullio si identifica con quella di Mastarna (o anche Macstarna), alleato dei fratelli Aulo e Celio Vibenna, entrambi condottieri etruschi impegnati in spedizioni di conquista in Etruria e nei territori circostanti, e rifugiatisi, al termine di alterne vicende belliche, sul Monte Celio a Roma. | Testo latino originale in Wikisource          | Traduzione francese in Wikisource                                        |
| Seneca             | 49-54 d.C. circa                    | 18 capitoli                                                    | Epistolae                                | Ad Polybium de consolatione                         | In questa consolatio Seneca consola il liberto di Claudio, Polibio, per la scomparsa del fratello. | Testo latino originale in Wikisource          | Traduzione inglese in Wikisource                                         |
| Seneca             | 49-54 d.C. circa                    | 9 Cothurnatae (più una dubbia praetexta)                       | Tragedie                                 | Tragediae                                           | Le tragedie ritenute autentiche sono nove (più una decima, l'Octavia, ritenuta spuria), tutte di soggetto mitologico greco (cothurnatae): Hercules furens, Troades, Phoenissae, Medea, Phaedra, Oedipus, Agamemnon, Thyestes, Hercules Oetaeus e Octavia (spuria e databile attorno al 70-80 d.C.) | Testo latino originale in Wikisource          | Traduzione inglese in Wikisource                                         |
| Curzio Rufo        | 50 d.C. circa (?)                   | 8 libri su 10 (con frammenti dei primi due)                    | Trattato storiografico                   | Historiae Alexandri Magni                           | Nelle Historiae, Curzio Rufo elogia la monarchia macedone, sostenendo che la morte di Alessandro Magno provocò la frantumazione dell'impero, che avrebbe potuto reggersi solo sotto il comando di una sola forte personalità. Nella stessa maniera, afferma che i Romani debbono essere grati al nuovo princeps, che secondo molti storici sarebbe Claudio o Vespasiano, per altri Traiano o Alessandro Severo, comunque di un periodo successivo a Caligola. | Testo latino originale in Wikisource          |                                                                          |
| Pomponio Mela      | Al tempo di Claudio                 | 3 libri                                                        | Trattato di geografia                    | De chorographia                                     | Rappresenta la più antica opera geografica conservata della letteratura latina, prendendo come punto di riferimento il Mediterraneo e partendo da Gibilterra segue in senso antiorario una descrizione dell'oikumene cioè dei luoghi abitati in particolari quelli lungo le coste e tratta più sommariamente i territori interni. | Testo originale in "The latin library"        | Traduzione italiana di Giovanni Francesco Muratori                       |
| Seneca             | 54 d.C. circa                       | 15 capitoli                                                    | Satira                                   | Apokolokyntosis                                     | L'opera contiene la parodia della divinizzazione di Claudio, decretata dal senato subito dopo la sua morte (nel 54 d.C.), evento che, dietro la maschera di ufficialità, aveva suscitato le ironie degli stessi ambienti di corte e dell'opinione pubblica. | Testo latino originale in Wikisource          | Traduzione inglese in Wikisource                                         |
| Seneca             | 54-59 d.C. circa                    | 3 libri (sopravvissuti il I e parte del II)                    | Trattato etico-politico                  | De clementia                                        | L'opera è indirizzata a Nerone, da poco divenuto imperatore, di cui Seneca elogia la moderazione e la clemenza, definita come la "moderazione d'animo di chi può vendicarsi" o l'"indulgenza", e che invita a comportarsi con i suoi sudditi come un padre con i figli. Seneca non mette in discussione il potere assoluto dell'imperatore, ed anzi lo legittima come un potere di origine divina. A Nerone il destino ha assegnato il dominio sui suoi sudditi, ed egli deve svolgere questo compito senza far sentire su di loro il peso del potere. | Testo latino originale in Wikisource          | Traduzione inglese in Wikisource                                         |
| Seneca             | 54-64 d.C. circa                    | 7 libri                                                        | Trattato etico-politico                  | De beneficiis                                       | Si riferisce al momento dell'impegno di Seneca a fianco di Nerone. Sviluppa il concetto di "beneficenza" come principio coesivo di una società fondata su una monarchia illuminata. Sembra che sia stato composto quando Seneca si era reso conto del fallimento dell'educazione morale di Nerone. Concetto fondamentale dell'opera è che il beneficium è un atto di generosità consapevole. | Testo latino originale in Wikisource          | Traduzione inglese in Wikisource                                         |
| Petronio           | 60 d.C. circa                       | Frammenti                                                      | Romanzo                                  | Satyricon                                           | L'opera racconta le vicissitudini di Encolpio, il giovane protagonista, di Gitone, il suo amato efebo, e dell'infido amico-nemico Ascilto. L'antefatto, soltanto deducibile, racconta di un oltraggio commesso da Encolpio nei confronti della divinità fallica Priapo, che da lì in poi lo perseguita provocando al protagonista una serie di insuccessi erotici. | Testo latino originale in Wikisource          | Traduzione italiana in Wikisource                                        |
| Lucano             | 61 d.C. circa                       | 10 libri                                                       | Poema epico                              | Pharsalia                                           | Argomento del poema è la guerra civile tra Giulio Cesare e le forze del Senato comandate da Pompeo Magno. Il titolo del poema allude alla decisiva Battaglia di Farsalo (48 a.C.), in cui Cesare sconfisse Pompeo e la narrazione della quale occupa tutto il VII libro. Benché ci sia pervenuto probabilmente incompleto, il poema è considerato il migliore dell'età argentea della letteratura latina. | Testo latino originale in "The latin library" |                                                                          |
| Seneca             | 65 d.C. (composte a partire dal 62) | 22 libri incompleti (124 lettere)                              | Saggio di filosofia ed etica             | Epistulae morales ad Lucilium                       | Le lettere indirizzate a Lucilio vogliono essere uno strumento di crescita morale: Seneca infatti sostiene che lo scambio epistolare permette di istituire un dialogo con l'amico, fornendo un esempio di vita che, sul piano pedagogico, è più efficace dell'insegnamento dottrinale. Ritiene che la lettera sia il mezzo più appropriato per la prima fase dell'educazione, che richiede l'acquisizione di alcuni principi basilari, ma in seguito, ottenute le capacità analitiche necessarie, si deve arrivare a ottenere strumenti di conoscenza più complessi e impegnativi. | Testo latino originale in Wikisource          | Traduzione inglese in Wikisource                                         |
| Seneca             | 65 d.C. circa                       | 7 libri                                                        | Trattato scientifico-filosofico ed etico | Naturales quaestiones                               | L'edizione a noi giunta non è integrale e differisce quasi sicuramente dall'edizione originale per ordine e composizione. Interessante è il fatto che Seneca appare ben poco stoico e più vicino a considerazioni di tipo platonico. Principi "platonici" possono essere ritrovati soprattutto nella prefazione al primo libro, nella quale si avverte un forte contrasto tra anima e corpo (visto come prigione dell'anima) e dalla caratterizzazione trascendentale di Dio privo di corporeità e non immanente. | Testo latino originale in Wikisource          | Traduzione francese in Wikisource                                        |
| Columella          | 65 d.C.?                            | 12 libri                                                       | Trattato di agricoltura                  | De re rustica                                       | Trattato sull'agricoltura romana, che segue l'esempio dei predecessori Catone il Vecchio e Varrone, conservandone lo spirito utilitario e conservatore. L'opera ha pretese letterarie e moralistiche, per la capacità che ha l'agricoltura di formare il carattere, secondo la concezione tipica dei proprietari terrieri. | Testo latino originale in Wikisource          | Traduzione francese in Wikisource ; traduzione inglese in Lacus Curtius. |
| Columella          | 65 d.C.?                            | 30 capitoli                                                    | Trattato naturalistico                   | De arboribus                                        | Si trattava del secondo libro di un'opera perduta sulle piante. | Testo latino originale in "The latin library" | traduzione inglese in Lacus Curtius                                      |
| Calpurnio Siculo   | Al tempo di Nerone                  | 7 ecloghe                                                      | Raccolta poetica                         | Ecloghe                                             | Anche se in Tito Calpurnio non si legge nulla di originale, egli si mostra un intelligente artigiano letterario. Il principale modello è chiaramente Virgilio, del quale, sotto il nome di Tityrus, egli parla con grande entusiasmo e mutua i personaggi di Coridone e Meliboeus. È anche poeticamente indebitato con Ovidio e il siciliano Teocrito. | Testo originale in "The latin library"        | Traduzione inglese in Lacus Curtius                                      |
| Persio             | Al tempo di Nerone                  | 6 satire                                                       | satire                                   | Satire                                              | La satira di Persio si pone come fustigazione del malcostume della società del suo tempo. Manifesta l'importanza di conoscere se stessi, prima di intraprendere qualsiasi cosa e in particolare di criticare gli altri, cosa che i Romani di allora sapevano fare fin troppo bene. | Testo originale in Wikisource                 | Traduzione italiana in Wikisource                                        |
| Anonimo            | incerta datazione                   | 95 carmi latini                                                | Raccolta di poesie                       | Priapea                                             | Nei Priapea quasi sempre il dio prende la parola per esibirsi in scherzose variazioni su pochi temi, continuamente ricorrenti: commenti alle enormi proporzioni dei suoi attributi virili e alle sue iperboliche prestazioni erotiche, minacce ai ladri di punizioni, consistenti in violenze sessuali di vario tipo; descrizioni di offerte votive a lui dedicate; attacchi contro le donne troppo vecchie o troppo libidinose. Ovviamente, tutto è giocato attraverso doppi sensi e giochi di parole. | Testo originale in Wikisource                 |                                                                          |

## Da Vespasiano a Traiano (69 - 117)
Il 20 dicembre del 69 le truppe di Antonio Primo entravano in Roma, impadronendosene e, dopo aver ucciso pubblicamente Vitellio, il giorno seguente, il Senato proclamò Vespasiano imperatore. Quest'ultimo immediatamente dedicò ogni sua energia a riparare i danni causati dalla guerra civile degli anni 68 e 69, che aveva visto la fine di una dinastia, quella giulio-claudia e l'inizio di una nuova, quella dei Flavi.
Questo fu un periodo di ricostruzione e buona amministrazione, contro gli sperperi dell'ultimo periodo neroniano. Se Vespasiano e Tito mantennero un certo rispetto formale verso le istituzioni ed il Senato, che però rinnovarono sostituendo buona parte dei vecchi membri con nuovi provenienti dalle province occidentali, Domiziano mirò ad instaurare un governo assolutistico, con l'imposizione della sua figura quale dominus et deus ("padrone e dio"). I Flavi, in particolare Domiziano, repressero ogni forma di contestazione degli intellettuali, anche nel campo della letteratura e della poesia, arrivando anche ad utilizzare l'esilio coatto, come accadde ai filosofi come Gaio Musonio Rufo e Dione Crisostomo. Se da un lato avevano cura di proteggere la cultura del periodo, dall'altro pretendevano ideali conformi e non pericolosi per l'autorità imperiale e l'ordine sociale. In questo periodo si ebbe la restaurazione di valori latini ed italici, quale reazione alla cultura ellenizzante degli ultimi anni del regno di Nerone. Si ritorna alla retorica moralistica ciceroniana o al poema epico tradizionale.
Se l'Imperatore Domiziano, perseguitò letterati e filosofi, il nuovo princeps Nerva (96-98) e poi il "figlio adottivo" Traiano (98-117), cercarono di evitare l'eccessivo autoritarismo del periodo precedente. Posero fine alle azioni persecutorie nei confronti dell'ordine senatorio ed a quelle delatorie che aveva messo in atto Domiziano. Rinunciarono ad essere adorati come dominus et deus; sostituirono il principio dinastico con quello dell'adozione del migliore, quale successore nella carica di Imperatore. Ciò si tradusse in una maggiore libertà di espressione per i letterati (libertas) e in una politica di maggior moralità. I due nuovi imperatori furono, infatti, esaltati da scrittori e poeti, che condannavano invece la tirannia di Domiziano e si accontentavano del nuovo corso riconoscendo nel nuovo princeps un'autorità maggiormente liberale, come è possibile riscontrare in Plinio il giovane nel suo Panegirico di Traiano o in Tacito nella prefazione della De vita et moribus Iulii Agricolae. In Tacito ed in Giovenale, entrambi di stirpe italica, emerge però un fattore pessimistico, che vedeva nel presente un'eccessiva ascesa al potere di classi sociali provinciali, resosi necessario per la struttura cosmopolita dell'Impero romano, a danno degli Italici e delle loro antiche tradizioni. I due letterati ritenevano che questo rimescolamento di valori e genti, avrebbe condotto ad una ben più grande crisi della moralità e della dignità romana, che poi si verificò nei secoli a venire, in particolare con il III secolo.
| Autore                 | Anno pubblicazione                                   | Volumi/Volumi pervenuti                                                                                                 | genere                                        | Titolo                                   | Contenuto | Testo in latino                               | Traduzioni                                               |
| ---------------------- | ---------------------------------------------------- | --- | --------------------------------------------- | ---------------------------------------- | --- | --------------------------------------------- | -------------------------------------------------------- |
| Valerio Flacco         | 70-79 d.C.                                           | 8 libri | Poema epico                                   | Argonautica                              | Come nell'opera di Apollonio Rodio, il poema ricalca il viaggio dell'eroe Giasone e dei suoi compagni Argonauti dalla Grecia, alla ricerca del Vello d'oro verso la Colchide. | Testo originale in "The latin library"        |                                                          |
| Quinto Asconio Pediano | 76 d.C.?                                             | 5 orazioni | Commenti a cinque orazioni                    | Orationum Ciceronis quinque enarratio    | Già dal titolo si capisce che si tratta di commenti a cinque orazioni di Cicerone, redatti in una lingua particolarmente semplice e pura. | Testo latino originale in "The latin library" |                                                          |
| Plinio il Vecchio      | 77-78 d.C. circa                                     | 37 libri | trattato naturalistico in forma enciclopedica | Naturalis historia                       | Già nel titolo l'opera si presenta come ricerca di carattere enciclopedico sui fenomeni naturali: il termine historia conserva il suo significato greco di indagine, e va notato che la formula ha dato la denominazione alle scienze biologiche, cioè alla storia naturale nel senso moderno della locuzione. | Testo latino originale in Wikisource          | Traduzione inglese su LacusCurtius                       |
| Frontino               | 81-96 d.C. circa                                     | Frammenti | Trattato di agrimensura                       | Opuscola rerum rusticarum                | Questo trattato di agrimensura (la disciplina che ha per oggetto la rilevazione, la rappresentazione cartografica e la determinazione della superficie agraria di un terreno, chiamata a Roma gromatica, da groma, lo strumento usato per le misurazioni del terreno), fu scritto durante il principato di Domiziano, in un periodo in cui Frontino abbandonò momentaneamente la carriera politica per dedicarsi principalmente all'attività letteraria. | Testo latino originale in "The latin library" |                                                          |
| Frontino               | 83-96 d.C. circa                                     | 4 libri | Trattato di strategia                         | Strategemata                             | Si tratta in realtà di commentari di una sua opera perduta, il De re militari, e consistono in quattro libri di Stratagemmi militari. Il primo libro tratta della preparazione al combattimento; il secondo del combattimento vero e proprio; il terzo dell'assedio di città; il quarto espone detti e fatti di celebri generali. | Testo latino originale in Wikisource          | Traduzione inglese di Charles E. Bennett su LacusCurtius |
| Marco Valerio Marziale | 80-85 d.C.                                           | 3 libri | Raccolta di epigrammi                         | Liber de spectaculis, Xenia e Apophoreta | Il primo libro di epigrammi fa da introduzione e i due libri conclusivi: lo Xenia tratta dei doni per gli ospiti, per lo più cibi e bevande; l'Apophoreta, delle cose da portar via o regali estratti a sorte. Sono raccolte di distici che accompavano i doni inviati durante i Saturnalia e i regali offerti nei conviti/banchetti. | Testo originale in Wikisource, qui, qui e qui |                                                          |
| Marco Valerio Marziale | 86-102 d.C.                                          | 12 libri | Raccolta di epigrammi                         | Epigrammi                                | Epigrammi vari numerati dal poeta stesso. I dodici libri sono preceduti da una prefazione in prosa che ha la funzione di fornire al lettore elementi sulla composizione dell'opera. | Testo originale in Wikisource                 | Traduzione francese in Wikisource                        |
| Quintiliano            | 90-96 d.C.                                           | 12 libri | Saggio di retorica                            | Institutio oratoria                      | L'opera compendia l'esperienza di un insegnamento durato vent'anni (dal 70 al 90 ca.). Scopo di quest'opera è fungere da manuale sistematico di pedagogia e di retorica per coloro che vogliano impegnarsi nell'educazione. | Testo originale in "The latin library"        | Traduzione inglese su LacusCurtius                       |
| Stazio                 | 92 d.C.                                              | 12 libri | Poema epico                                   | Tebaide                                  | Incentrato sulla guerra mitica di Eteocle e Polinice sotto la città di Tebe. | Testo originale in "The latin library"        |                                                          |
| Stazio                 | 93-96 d.C. (composte tra l'89-96)                    | 5 libri | Poesia                                        | Silvae                                   | I soggetti della poesia sono vari, e forniscono agli studiosi una ricchezza di informazioni sulla Roma domizianea e sulla vita di Stazio stesso. | Testo originale in "The latin library"        |                                                          |
| Quintiliano            | 96 d.C.?                                             | 19 libri | Raccolta di orazioni                          | Declamationes                            | Due raccolte di "declamazioni" ("maiores" e "minores") | Testo originale in "The latin library"        |                                                          |
| Stazio                 | 96 d.C. circa                                        | 2 libri (il secondo pervenutoci solo nella parte iniziale)                                                              | Poema epico                                   | Achilleide                               | L'opera tratta delle vicende dell'eroe greco Achille dalla sua adolescenza ed educazione fino alla sua fine nella guerra di Troia. | Testo originale in "The latin library"        |                                                          |
| Frontino               | 98 d.C. circa                                        | 2 libri | Trattato di architettura                      | De aquaeductu urbis Romae                | Il trattato sugli acquedotti è l'opera più importante di Frontino, che tratta dei problemi di approvvigionamento idrico a Roma. Frontino era stato curator aquarum nel 97, vale a dire il responsabile degli acquedotti e dei servizi connessi. Il trattato riflette la serietà e lo scrupolo del suo impegno. L'opera contiene notizie storiche, tecniche, amministrativo-legislative e topografiche sui nove acquedotti esistenti all'epoca, visti come elemento di grandezza dell'Impero romano e paragonati, per la loro magnificenza, alle piramidi o alle opere architettoniche greche.             | Testo latino originale in "The latin library" | Traduzione inglese su LacusCurtius                       |
| Tacito                 | 98 d.C. circa                                        | 46 capitoli | Biografia e saggio di geografia e storia      | De vita et moribus Iulii Agricolae       | L'Agricola (scritto circa nel 98) è una monografia dedicata alla vita di Gneo Giulio Agricola, suocero di Tacito, uomo politico ed eminente generale romano, noto per aver conquistato la Britannia. Corpo dell'opera è dunque costituito dalle imprese di Agricola in Britannia (capp.18–38), incorniciato da due parti simmetriche, rispettivamente il racconto della gioventù (capp. 4–9) e degli ultimi anni del protagonista (capp.39–46). | Testo originale in Wikisource                 | Traduzione italiana in "Progetto Ovidio"                 |
| Tacito                 | 98 d.C. circa                                        | 46 capitoli | Saggio di geografia e storia                  | De origine et situ Germanorum            | La Germania (De origine et situ Germanorum) è un'opera etnografica su diversi aspetti delle tribù germaniche residenti al di là dell'Impero Romano. La Germania si inserisce perfettamente all'interno della tradizione etnografica che va da Erodoto a Cesare. | Testo originale in Wikisource                 | Traduzione italiana in "Progetto Ovidio"                 |
| Svetonio               | 100 d.C. circa                                       | frammenti di 5 libri | Monografie storiche                           | De viris illustribus                     | Svetonio dopo un indice che riporta gli scrittori che saranno trattati nella sezione De grammaticis, offre dei brevi ritratti di coloro che hanno contribuito allo sviluppo dello studio della grammatica a Roma. Di ogni autore non sono forniti specifici dati biografici, ma in genere l'attenzione è posta sulle novità che ciascun grammatico ha apportato. Delle altre sezioni del De viris illustribus, rimangono soltanto alcune vite, sulla cui reale attribuzione a Svetonio, peraltro, non c'è accordo fra gli studiosi. Nella sezione De historicis rimane solo la vita di Plinio il Vecchio. | Testo originale in Wikisource                 | traduzione inglese in LacusCurtius.                      |
| Plinio il Giovane      | 100 d.C. circa                                       | 95 capitoli | Panegirico                                    | Panegyricus                              | È l'orazione di ringraziamento pronunciata al Senato il 1º settembre del 100 da Plinio il Giovane, quando assunse la carica di console, che poi rielaborò e ampliò per pubblicarla. Si trasformò in un vero e proprio panegirico dell'imperatore. Traiano viene descritto come l'optimus princeps, voluto dagli dèi per il bene dell'impero, | Testo originale in Wikisource                 | Traduzione italiana di Pier Alessandro Paravia           |
| Silio Italico          | 101 d.C.? (composto al tempo di Domiziano e Traiano) | 17 libri | Poema epico                                   | Punica                                   | Il poeta, che scrive in tarda epoca flavia, ha scelto uno dei temi più epici della storia di Roma, la seconda guerra punica. | Testo originale in "The latin library"        |                                                          |
| Tacito                 | 102 d.C. circa                                       | 42 capitoli | Scritto di retorica                           | Dialogus de oratoribus                   | Lo stile entra nella tradizione del dialogo ciceroniano, modello di riferimento per le opere che, come questa, trattavano di retorica; esso si presenta elaborato ma non prolisso, secondo il canone che esortava l'insegnamento di Quintiliano; esso manca delle incongruenze che sono tipiche delle maggiori opere storiche di Tacito. Potrebbe risalire alla giovinezza di Tacito. Lo scritto riferisce una discussione, che si immagina sia avvenuta nel 75 o 77, e a cui dice di aver assistito, fra quattro oratori dell'epoca, Curiazio Materno, Marco Apro, Vipstano Messalla e Giulio Secondo.   | Testo originale in Wikisource                 | Traduzione italiana in "Progetto Ovidio"                 |
| Tacito                 | 110 d.C. circa                                       | primi 4 libri e 26 capitoli del quinto (su 12 o 14 libri originari)                                                     | Trattato storiografico                        | Historiae                                | Tacito racconta le guerre civili del 69 d.C., la morte degli imperatori militari Galba, Otone e Vitellio, l'assedio di Gerusalemme e la prima guerra giudaica. Si crede che l'opera sarebbe arrivata ad occuparsi della morte di Domiziano il 18 settembre 96. Il quinto libro contiene —come preludio al resoconto dell'energica soppressione della grande rivolta degli ebrei da parte di Tito— un piccolo excursus etnografico sugli antichi ebrei ed è una preziosa testimonianza degli atteggiamenti dei Romani verso questo popolo.                                                                 | Testo originale in Wikisource                 | Traduzione italiana in Wikisource e in "Progetto Ovidio" |
| Plinio il Giovane      | 113 d.C.? (scritte tra il 96 e il 113 d.C.)          | 10 libri | Epistolario                                   | Epistulae                                | Oggi si tende a credere che la maggior parte delle lettere non siano tanto un artificio letterario, quanto una serie di lettere realmente spedite, frutto di un carteggio con amici e colleghi, talvolta scritte per occasioni particolari (come notizie, raccomandazioni, ecc.), altre volte per ragioni sociali (inviti, scambi di opinione, etc.), oppure per ragioni descrittive (celeberrima è la cronaca dell'eruzione del Vesuvio del 79). | Testo originale in Wikisource                 | Traduzione italiana di Pier Alessandro Paravia           |
| Tacito                 | 114-120 d.C. circa                                   | 16 libri (opera conservata parzialmente: libri I-IV, parte del V, libro VI, parte dell'XI, libri XII-XV, parte del XVI) | Trattato storiografico                        | Annales                                  | Gli Annales furono l'ultima opera storiografica di Tacito, e per sua esplicita ammissione gli Annales seguono cronologicamente la composizione delle Historiae. L'opera copre il periodo che va dalla morte di Augusto (il funerale dell'imperatore è il brano di apertura degli Annales e chiarisce subito il ruolo dell'autore nell'opera) avvenuta nel 14, fino a quella dell'imperatore Nerone, nel 68. | Testo originale in Wikisource                 | Traduzione italiana in Wikisource e in "Progetto Ovidio" |

## Da Adriano a Commodo (117 - 192)
Adriano divenne imperatore dei Romani nel 117, in seguito alla morte di Ulpio Traiano, che aveva portato Roma a raggiungere la massima espansione territoriale. Fu questo un periodo significativo della storia romana: da allora infatti la politica estera degli imperatori fu volta al consolidamento dei confini imperiali. Con Adriano si ebbe la rinascita culturale della Grecia, aiutato dal suo amico mecenate Erode Attico. Sul punto di morte, Adriano scelse come successore, adottandolo, Tito Antonino (dopo la morte prematura di Elio Cesare), il quale era stato proconsole in Asia e che ricevette poi dal senato il titolo di Pio. Quando Antonino scomparve nel 161 la sua successione era già stata predisposta con le adozioni sia del genero Marco Aurelio Antonino (già indicato da Adriano stesso), discepolo di Epitteto, sia di Lucio Vero (figlio di Elio Cesare, erede designato da Adriano ma prematuramente scomparso). La cosiddetta età antonina rappresentò, nell'ambito dell'intera storia romana, uno dei momenti migliori, forse l'ultimo, dei due “secoli d'oro” dell'Impero romano.
Nonostante le prime avvisaglie della crisi, il periodo degli Antonini venne ricordato come un'epoca aurea di estremo benessere e giustizia rispetto alla grave crisi dei secoli successivi. Gli imperatori del periodo risultarono estremamente tolleranti verso le arti e le forme letterarie, preoccupati soprattutto del bene pubblico. Al dominio di Roma sulle province, si sostituì un processo di parificazione delle province con l'Italia grazie al processo di romanizzazione avviato ormai da alcuni secoli. Il potere centrale aveva poi, permesso una certa autonomia culturale sia ai centri in Occidente sia a quelli in Oriente. Gli stessi imperatori, come Adriano e Marco Aurelio, furono essi stessi dei raffinati letterati, che favorirono il diffondersi sia della letteratura latina sia il fiorire di quella greca, senza esercitare una tuttela oppressiva. La cultura, tuttavia, risulta con scarso valore spirituale, volta soprattutto all'erudizione pedante, all'imitazione degli antichi (in particolare dei poetae novi), cioè al purismo arcaicizzante ed alla ricerca del formalismo retorico. L'elemento irrazionale irromperà nella vita culturale dell'Impero, per la crescente diffusione dei culti mistici e misterici, e troverà quale unico genio del periodo, riguardo alla letteratura latina, Apuleio ed il suo simbolismo magico.
La lingua e la cultura greca trovarono poi sotto Adriano condizioni di particolare favore, grazie ai viaggi ad Atene che lo stesso imperatore aveva compiuto durante il suo regno. Egli infatti si circondò di letterati greci, e nella sua grandiosa villa fatta costruire a Tivoli volle riprodurre le principali opere d'arte ed edifici greci. Lo stesso Marco Aurelio scrisse i suoi Colloqui con sé stesso in greco.
| Autore             | Anno pubblicazione                                 | Volumi/Volumi pervenuti                                                                   | genere                                                 | Titolo                                                      | Contenuto | Testo in latino                                 | Traduzioni                                                              |
| ------------------ | -------------------------------------------------- | ----------------------------------------------------------------------------------------- | ------------------------------------------------------ | ----------------------------------------------------------- | --- | ----------------------------------------------- | ----------------------------------------------------------------------- |
| anonimo (Floro?)   | incerta datazione (al tempo di Adriano?)           | Carme latino                                                                              | Poesia                                                 | Pervigilium Veneris                                         | È un carme di autore anonimo, in cui viene celebrata la figura di Venere quale signora della vita e della rinascita. Con spunti mitologici e temi ricorrenti nella letteratura latina, l'autore esalta Venere in un'ode il cui ritornello è il filo ricorrente, anche se in tanta gioia e vita colpisce il finale amaro in cui il poeta lamenta di avere perso la donna amata. | Testo originale in Wikisource                   | Traduzione italiana in Wikisource                                       |
| Festo              | II secolo d.C.                                     | conservato parzialmente                                                                   | Dizionario enciclopedico in 20 libri (uno per lettera) | De verborum significatu                                     | Sono raccolti dati che possono riferirsi alla storia, alla società, alla religione romana, alla geografia e all'aspetto di Roma o dell'Italia, raccogliendo una ricca serie di fonti più antiche, ora in gran parte perdute, che alla fine dell'età repubblicana confrontavano le istituzioni e gli usi del passato con quelli contemporanei. In particolare sono numerose le citazioni da Marco Terenzio Varrone e da Verrio Flacco, della dui opera il De Verborum è un compendio. | Testo originale in "The latin library"          |                                                                         |
| Floro              | Al tempo di Adriano                                | Frammenti                                                                                 | Saggio                                                 | Vergilius orator an poeta                                   | Di quest'opera ci è pervenuta la parte iniziale. | Testo originale in Wikisource                   |                                                                         |
| Svetonio           | 119-122 d.C. circa                                 | 8 libri                                                                                   | Monografie storiche                                    | Vite dei Cesari                                             | Nell'analisi di ciascun imperatore, Svetonio segue uno schema che, anche se modificabile a seconda delle esigenze dell'autore, rimane sempre lo stesso: descrizione delle origini familiari, carriera prima dell'assunzione del potere, vita pubblica e provvedimenti relativi a Roma; vita privata; aspetto fisico e ultimi giorni prima della morte. | Testo originale in Wikisource                   | Traduzione italiana in "Progetto Ovidio"                                |
| Giovenale          | 128 d.C. circa (composte tra il 100 e il 127 d.C.) | 16 satire                                                                                 | Satire                                                 | Saturae                                                     | Giovenale ammette fin dall'inizio che quel che lo spinge a scrivere è l'indignazione verso il degrado della società in cui si trova a vivere (I, 79-80); probabilmente la morte di Domiziano nel 96 lo avrà spinto ad uscire allo scoperto, e anche l'amicizia con Marziale, che gli dedicò diversi epigrammi, dovette spingerlo all'emulazione. L'indignazione gli permette anche di superare i modelli diatribici e retorici (il tipo della suasoria è ironicamente quanto programmaticamente citato nella satira I) su cui sono tecnicamente costruite molte delle sue satire, specialmente negli ultimi libri. | Testo originale in Wikisource                   | Traduzione italiana in Wikisource e inglese                             |
| Floro              | 128-138 d.C.?                                      | 2 libri                                                                                   | Trattato storico                                       | Epitoma de Tito Livio bellorum omnium annorum DCC libri duo | La sua opera storica rappresenta un riassunto di 700 anni di guerre romane da Romolo ad Augusto. L'autore, se attinge soprattutto a Livio, se ne differenzia nello spirito e nell'impostazione (fino a contraddirlo) e utilizza ampiamente altre fonti, quali Sallustio, Cesare e Seneca il Retore, registrando inoltre avvenimenti successivi alla trattazione liviana. | Testo latino originale in Wikisource, qui e qui | Traduzione inglese in Lacus Curtius                                     |
| Frontone           | 139-170 d.C.                                       | Frammenti di numerose epistulae                                                           | Epistolario                                            | Epistolario                                                 | Corrispondenza tra Cornelio Frontone con Antonino Pio (un libro), Marco Aurelio (cinque libri quando era giovane e cinque quando era Imperatore), Lucio Vero (due libri) in cui il carattere degli allievi di Cornelio Frontone appare in una luce molto favorevole (particolarmente grazie all'affetto che entrambi sembrano mantenere per il loro vecchio maestro), unitamente a missive agli amici (altri due libri). | Testo originale in "The latin library"          |                                                                         |
| Apuleio            | 145-155 d.C.?                                      | 4 libri che raccolgono in 23 estratti                                                     | Raccolta di orazioni                                   | Florida                                                     | Apuleio si distingue per la sua abilità retorica. Ne dà prova nelle sue conferenze, verbalizzate nei Florida, di quand'era viaggiatore. Il titolo vuol significare "fiori", cioè il meglio dei discorsi apuleiani. | Testo originale in Wikisource                   |                                                                         |
| Apuleio            | Al tempo di Antonino Pio?                          | 24 capitoli (il XV è mancante)                                                            | Piccolo trattato di filosofia                          | De deo Socratis                                             | Apuleio espone la sua visione filosofica in relazione a quella socratica. Apuleio sviluppa così un punto importante del suo sistema, la dottrina demonologica. | Testo originale in Wikisource                   |                                                                         |
| Apuleio            | Al tempo di Antonino Pio?                          | 38 capitoli                                                                               | Piccolo trattato di filosofia                          | De mundo                                                    | Libera traduzione del De mundo pseudo-aristotelico. | Testo originale in Wikisource                   |                                                                         |
| Apuleio            | Al tempo di Antonino Pio?                          | 3 libri (l'ultimo non pervenuto)                                                          | Piccolo trattato di filosofia                          | De Platone et eius dogmate                                  | Concisa esposizione della dottrina di Platone. | Testo originale in Wikisource                   |                                                                         |
| Sesto Pomponio     | 150 d.C.                                           | 1 libro/quasi tutto anche se interpolato                                                  | storico-giuridico                                      | De origine juris (frammento)                                | Una breve storia istituzionale di Roma dalle origini al II secolo. | Testo latino da "book di google"                |                                                                         |
| Lucio Apuleio      | 158 d.C. circa                                     | 103 capitoli                                                                              | Orazione giuridica                                     | Apologia                                                    | È il discorso di difesa pronunciato da Apuleio, accusato di dissolutezza e di magia dalla famiglia di sua moglie Pudentilla. | Testo originale in Wikisource                   | Traduzione italiana in "Progetto Ovidio"                                |
| Gaio               | 168-180 d.C. circa                                 | 4 libri (o commentarii)                                                                   | Diritto                                                | Institutiones                                               | Il carattere di assoluta eccezionalità dell'opera consiste nel fatto di essere l'unica opera della giurisprudenza romana classica ad essere pervenuta fino ai nostri giorni, senza il tramite di compilazioni che ne abbiano potuto alterare il significato. La materia tratta è articolata in tre parti: personae (primo commentario) res (secondo e terzo commentario) e actiones (quarto commentario). Per res si intendono i rapporti patrimoniali, compresi quelli di natura relativa, come le obligationes. Sempre nella parte dedicata alle res si parla anche delle successioni. Nella parte dedicata alle actiones Gaio si occupa del processo formulare, benché per spiegare le formulae quae ad legis actiones exprimuntur tratti anche delle antiche legis actiones. | Testo originale in "The latin library"          |                                                                         |
| Lucio Apuleio      | 170 d.C. circa                                     | 11 libri                                                                                  | narrativo-retorico-neosofistico                        | Le metamorfosi                                              | Costituisce l'unica testimonianza completa di un romanzo antico in lingua latina. Essendo centrale in tutta l'opera il tema della magia. Il libro è costituito da un soggetto principale, Lucio, e della sua metamorfosi in un asino a seguito di un esperimento non andato a buon fine. È questo l'episodio-chiave del romanzo, che muove il resto dell'intreccio: il secondo livello narrativo è costituito dalle peripezie dell'asino che, nell'attesa di riassumere le sembianze umane, si vede passare di mano in mano, mantenendo però raziocinio umano e riportando le sue molteplici disavventure. | Testo originale in Wikisource                   | Traduzione italiana in "Progetto Ovidio"                                |
| Anonimo            | 172-180 d.C.                                       | 58 capitoli                                                                               | Trattato militare                                      | De munitionibus castrorum                                   | L'opera rappresenta la più particolareggiata descrizione di un accampamento romano (castra) e della sua costruzione. Fu scritta, ormai lo si sa con certezza, al tempo delle guerre marcomanniche di Marco Aurelio (fine del II secolo). | Testo originale in "The latin library"          |                                                                         |
| Aulo Gellio        | 175-179 d.C. (iniziato a scrivere nel 159 d.C.)    | 20 libri (conservato parzialmente: manca il libro VIII)                                   | opera enciclopedica delle sue conoscenze               | Noctes Atticae                                              | Gellio raccolse in quest'opera estratti delle opere di circa 275 autori provenienti da molti campi del sapere come grammatica, retorica, etimologia, medicina, filosofia, critica letteraria, storia, scienze, archeologia e diritto e natura. Rappresenta una ricerca sulle maggiori curiosità del sapere umano di quel periodo storico (fine del II secolo). | Testo originale in Wikisource                   | Traduzione italiana da "Latin.it"; traduzione inglese in Lacus Curtius. |
| Sesto Pompeo Festo | tardo II secolo                                    | 20 libri/in parte pervenuto da Sesto in parte riscritto da un sacerdote del VI-VII secolo | dizionario dei significati                             | De verborum significatu                                     | Dizionario enciclopedico in cui sono raccolti dati che possono riferirsi alla storia, alla società, alla religione romana, alla geografia e all'aspetto di Roma o dell'Italia, raccogliendo una ricca serie di fonti più antiche, ora in gran parte perdute, che alla fine dell'età repubblicana confrontavano le istituzioni e gli usi del passato con quelli contemporanei. In particolare sono numerose le citazioni da Marco Terenzio Varrone e da Verrio Flacco. | Testo latino da "book di google"                |                                                                         |
| Giustino           | tardo II /inizi del III secolo d.C.                | 44 libri                                                                                  | Trattato di storia                                     | Epitoma Historiarum Philippicarum Pompei Trogi              | Epitome in 44 libri delle Historiae Philippicae di Pompeo Trogo. | Testo originale in Wikisource                   |                                                                         |